# Thiocyanate de guanidinium
Le thiocyanate de guanidinium ou GITC est un sel composé des cations guanidinium, [CH6N3]+  qui est l'acide conjugué de la guanidine et d'anions thiocyanate. Il est principalement utilisé en biochimie comme agent de dénaturation des protéines général, donc comme agent chaotropique bien qu'il soit le plus communément utilisé pour l'extraction d'ADN et d'ARN.
Le thiocyanate de guanidinium peut être aussi utilisé pour désactiver un virus, comme le virus de la grippe qui a provoqué en 1918 la grippe espagnole, de sorte qu'il peut être étudié en toute sécurité. Cette application est vraisemblablement basée sur son activité de dénaturation. 
Le thiocyanate de guanidinium est également utilisé pour lyser des cellules et des particules virales pour extraire  ARN et ADN, et où, en plus de son action de lyse, il empêche en les dénaturant l'activité d'enzymes RNases et DNases qui pourraient endommager l'extrait.
Une méthode couramment utilisée est l'extraction "thiocyanate de guanidinium-phénol-chloroforme",,. Il n'est pas absolument nécessaire d'utiliser du phénol ou du chloroforme, si l'extraction est pour un northern blot ou un Southern blot, car l'électrophorèse sur gel suivie d'un transfert sur une membrane sépare l'ARN/ADN des protéines. En outre, étant donné que ces méthodes (northern ou Southern Blot) utilisent des sondes oligonucléotidiques marquées.[Quoi ?], des peptides qui parviennent à traverser le processus ne sont généralement pas d'importance, sauf si ce peptide a une activité RNase ou DNase, ou et seulement si une enzyme parvient à se renaturer, ce qui ne devrait pas se produire si les protocoles appropriés sont correctement suivis. Une exception possible peut être due à un travail avec des extrêmophiles hyperthermophiles parce que certaines enzymes de ces organismes peuvent rester stables dans des circonstances inhabituelles.